# Teodorico II da Baixa Lusácia
Teodorico II de Wettin ou Teodorico II da Baixa Lusácia (c.  989 - 19 de novembro de 1034) foi um senhor feudal saxão, conde de Wettin a partir de 1015, conde de Schwabengau a partir de 1017, conde de Castelo de Eilenburg, conde de Hassegau e Gau Siusili. Desde 1032, foi o primeiro marquês de Lausitz marca da família nobre da dinastia Wettin.
Ele era filho do Conde Dedo I de Wettin (960-13 de novembro de 1009)  e de Tietberga da Marca do Norte, e casou-se com Matilde de Meissen, filha de Ecardo I de Meissen, de quem teve:
1. Dedo I da Marca Oriental Saxã (c. 1010-outubro de 1075) foi marquês da Lusácia. Casou com Oda de Lusácia, filha de Tietmar II da Baixa Lusácia;[3][4]
2. Frederico I de Münster (c. 1020 - 18 abril de 1084), bispo de Münster;
3. Gero de Brehna (c. 1020 - 1089), conde de Landsberg am Lech;
4. Timo de Wettin (c. 1034 - 1091 ou 1118), Conde de Wettin;
5. Conrado de Wettin conde de Wettin;
6. Rikdag;
7. Ida de Wettin (? - 1061) casada com Spytihnev II da Boémia (1031 - 28 de janeiro de 1061).[5]